# 初恋に捧ぐ
『初恋に捧ぐ』（はつこいにささぐ）は、日本のロック・バンド・初恋の嵐が2002年8月21日にUNIVERSAL Jから発売した2枚目のオリジナル・アルバム。この項目では、2012年6月27日に発売された『初恋に捧ぐ プラス』についても記載する。

## 概要
2002年、ボーカル・ギター担当で、バンドのほとんどの楽曲の作詞・作曲を手掛けていた西山達郎が25歳で急逝後、残されたメンバーにより完成されたアルバム。収録曲の多くは、2001年のプリプロダクションで録音されたもの。本作発売を最後に、バンドは活動休止状態となり、CDは生産中止となる。
発売からおよそ10年経った2012年2月1日に発売されたスピッツのスペシャル・アルバム『おるたな』にて、表題曲「初恋に捧ぐ」がカバーされる。
初恋の嵐はその前年に活動再開しており、このカバーも相まってバンドは再び話題となり、CDが再生産されるようになる。さらに2012年6月27日に、デジタルリマスター盤とボーナス・ディスクの2枚組となる「初恋に捧ぐ プラス」・通常盤の価格改定盤の2形態で再発された。
2016年2月3日にはアナログ盤でもリリースされた。

## 楽曲解説
『初恋に捧ぐ』
- 初恋に捧ぐ - 表題曲。当初、メジャー・デビュー・シングルになる予定だった。
- 真夏の夜の事 - バンドの1stシングル。ミュージック・ビデオには山本太郎と緒川たまきが出演。

『初恋に捧ぐ プラス』
- 『初恋に捧ぐ』のデジタルリマスター盤と、ボーナス・ディスクをセットにしたもの。リリースの経緯は、かねてからディレクターと「リマスターしたい」と話し合っていたところ、ライブ活動の再始動やスピッツによる楽曲カバーにより話題となったことで、このタイミングで出そうということになった。リリースにあたり未発表音源を探したところ上記のスタジオ・ライブ音源が見つかり、レコード会社の同意の下、リリースに至った。Disc2の1曲目 - 8曲目は2001年12月6日、ユニバーサルレコーディングスタジオAスタジオにて行われたスタジオライブ音源、9曲目は生産終了・入手困難となっているシングル「真夏の夜の事」カップリング収録曲をリマスタリングの上で再収録したものである。

## 収録曲
CD EXTRAとして、「Untitled」のMVが収められている。
| 全作詞・作曲: 西山達郎。 |                                                    |          |            |      |
| #                        | タイトル                                           | 作詞     | 作曲・編曲 | 時間 |
| 1.                       | 「初恋に捧ぐ」                                     | 西山達郎 | 西山達郎   | 4:07 |
| 2.                       | 「真夏の夜の事」                                   | 西山達郎 | 西山達郎   | 5:32 |
| 3.                       | 「NO POWER!」                                      | 西山達郎 | 西山達郎   | 2:22 |
| 4.                       | 「touch」                                          | 西山達郎 | 西山達郎   | 4:23 |
| 5.                       | 「罪の意識」                                       | 西山達郎 | 西山達郎   | 5:44 |
| 6.                       | 「涙の旅路(SLTS. Ver)」                            | 西山達郎 | 西山達郎   | 5:15 |
| 7.                       | 「nothin'」                                        | 西山達郎 | 西山達郎   | 8:35 |
| 8.                       | 「good-bye」                                       | 西山達郎 | 西山達郎   | 6:14 |
| 9.                       | 「星空のバラード(2001.08.29 SHINJUKU STUDIO JAM)」 | 西山達郎 | 西山達郎   | 4:14 |
| 合計時間:                | 合計時間:                                          | 46:26    |            |      |

| 全作詞・作曲: 西山達郎。 |                                |          |            |      |
| #                        | タイトル                       | 作詞     | 作曲・編曲 | 時間 |
| 1.                       | 「罪の意識」                   | 西山達郎 | 西山達郎   | 5:27 |
| 2.                       | 「君の名前を呼べば」           | 西山達郎 | 西山達郎   | 4:20 |
| 3.                       | 「涙の旅路」                   | 西山達郎 | 西山達郎   | 4:46 |
| 4.                       | 「Untitled」                   | 西山達郎 | 西山達郎   | 4:37 |
| 5.                       | 「Body & Soul」                | 西山達郎 | 西山達郎   | 3:37 |
| 6.                       | 「NO POWER!」                  | 西山達郎 | 西山達郎   | 2:39 |
| 7.                       | 「touch」                      | 西山達郎 | 西山達郎   | 7:37 |
| 8.                       | 「真夏の夜の事」               | 西山達郎 | 西山達郎   | 5:30 |
| 9.                       | 「涙の旅路(Original Version)」 | 西山達郎 | 西山達郎   | 4:36 |
| 合計時間:                | 合計時間:                      | 43:09    |            |      |

## カバー
- スピッツ - 初恋に捧ぐ（2012年、アルバム『おるたな』）